# Malek Yawahab
Malek Yawahab (thailändisch มาเล็ก ยาวาหาบ, * 15. Juni 1983 in Satun) ist ein thailändischer Fußballspieler.

## Karriere
Malek Yawahab erlernte das Fußballspielen in der Universitätsmannschaft der Universität Chiang Mai sowie in der Jugendmannschaft des Chiangmai FC in Chiangmai. Hier unterschrieb er 2004 auch seinen ersten Vertrag. Der Verein spielte in der Thailand Provincial League. 2009 wechselte er zum Drittligisten Chiangrai United. Der Verein aus Chiangrai spielte in der dritten Liga, der damaligen Regional League Division 2. Hier trat Chiangrai in der Northern Region an. Am Ende der Saison wurde er mit Chiangrai Meister der Region und stieg in die zweite Liga auf. 2010 wurde er mit dem Verein Tabellendritter der zweiten Liga und stieg somit in die erste Liga auf. 2012 wechselte er zum Ligakonkurrenten Songkhla United nach Songkhla. Nach einem Jahr zog es ihn 2013 nach Nakhon Ratchasima. Hier verpflichtete ihn der Zweitligist Nakhon Ratchasima FC. 2014 feierte er mit Korat die Meisterschaft der zweiten Liga und den Aufstieg in die erste Liga. Für Korat spielte er noch bis Mitte 2016 in der ersten Liga. 34-mal stand er für den Verein in der ersten Liga auf dem Spielfeld. Am 1. Juli 2016 unterschrieb er einen Vertrag beim Zweitligisten Krabi FC. Die Saison 2017 stand er bei seinem ehemaligen Verein Chiangmai FC unter Vertrag. Der Klub spielte mittlerweile in der zweiten Liga. 2018 ging er in den Süden des Landes. Hier nahm ihn der Drittligist Phuket City FC unter Vertrag. Mit Phuket spielte er in der dritten Liga. Phuket trat in der Lower Region an. Mitte 2019 nahm ihn der Viertligist Phatthalung FC unter Vertrag. Mit dem Verein aus Phatthalung trat er in der Southern Region der vierten Liga an. Nachdem die vierte Liga wegen der COVID-19-Pandemie abgebrochen wurde, wurde der Verein der neu formierten Thai League 3, die nach Wiederaufnahme des Spielbetriebs in sechs Regionen eingeteilt wurde, zugeteilt. Hier trat der Verein ebenfalls in der Southern Region an.

## Erfolge
Chiangrai United
- Regional League Division 2 – North: 2009

Nakhon Ratchasima FC
- Thai Premier League Division 1: 2014